# Oritoniscus flavus
Oritoniscus flavus là một loài chân đều trong họ Trichoniscidae. Loài này được Budde-Lund miêu tả khoa học năm 1906.